# Ponlat-Taillebourg
Ponlat-Taillebourg (okzitanisch Pontlat e Talhaborg) ist eine französische Gemeinde mit 622 Einwohnern (Stand 1. Januar 2022) im Département Haute-Garonne in der Region Okzitanien (vor 2016 Midi-Pyrénées); sie gehört zum Arrondissement Saint-Gaudens und zum Kanton Saint-Gaudens. Die Einwohner werden Ponlatais und Taillebourgeois genannt.

## Geografie
Ponlat-Taillebourg liegt in der historischen Provinz Comminges, etwa 13 Kilometer westlich von Saint-Gaudens und 20 Kilometer östlich von Lannemezan. Das Gemeindegebiet wird vom Flüsschen Lavet durchquert, an der südlichen Gemeindegrenze verläuft die Garonne. Umgeben wird Ponlat-Taillebourg von den Nachbargemeinden Loudet im Norden, Le Cuing im Norden und Nordosten, Clarac im Osten, Pointis-de-Rivière im Südosten und Süden, Ausson im Südwesten, Les Tourreilles im Westen sowie Franquevielle im Nordwesten. In Ponlat-Taillebourg zweigt die Autoroute A645 von der Autoroute A64 ab.

## Bevölkerungsentwicklung
| Jahr                       | 1962 | 1968 | 1975 | 1982 | 1990 | 1999 | 2006 | 2014 | 2020 |
| Einwohner                  | 359  | 357  | 381  | 383  | 461  | 457  | 574  | 622  | 600  |
| Quellen: Cassini und INSEE |      |      |      |      |      |      |      |      |      |

## Sehenswürdigkeiten

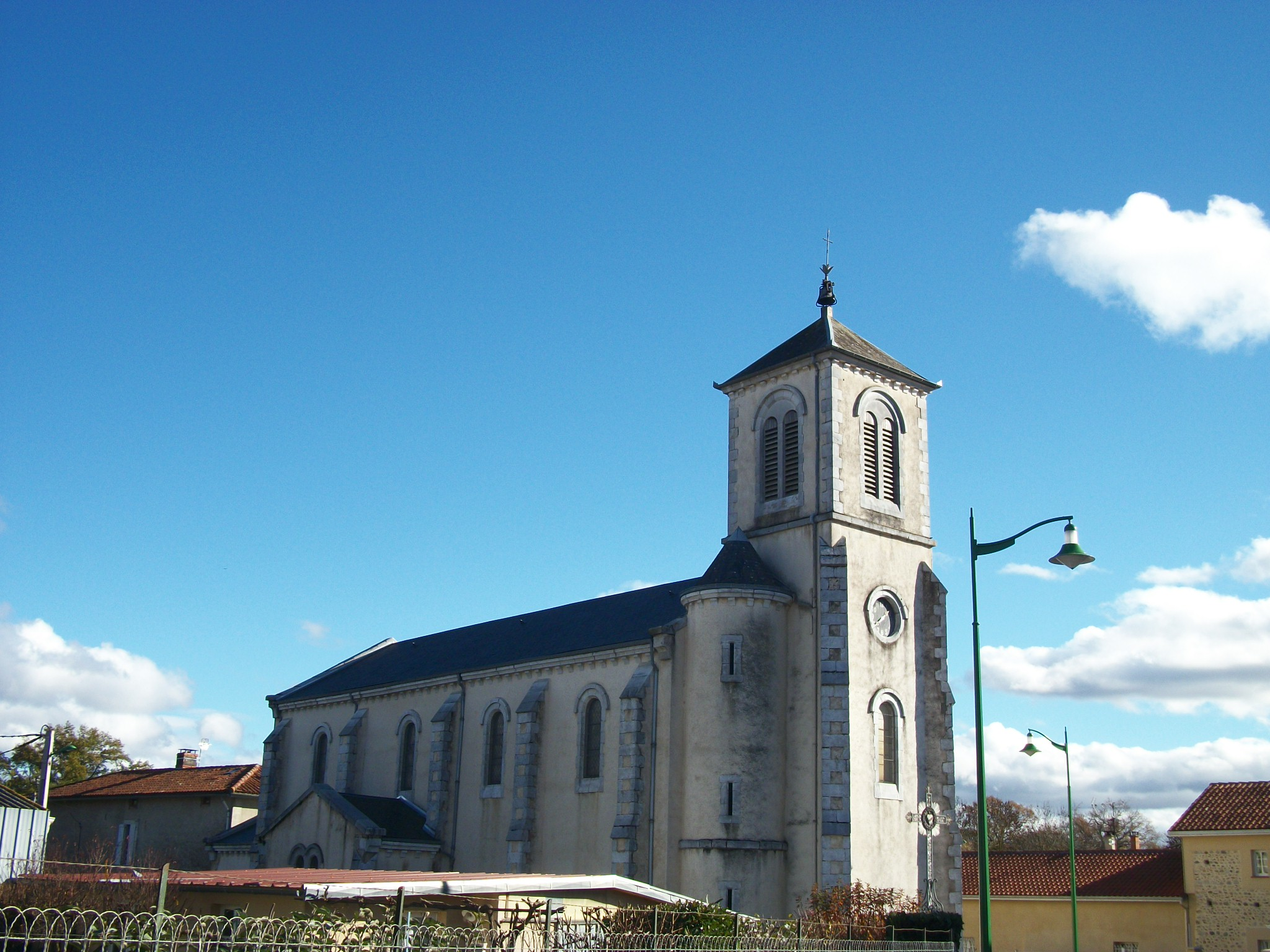
Kirche Saint-Jean
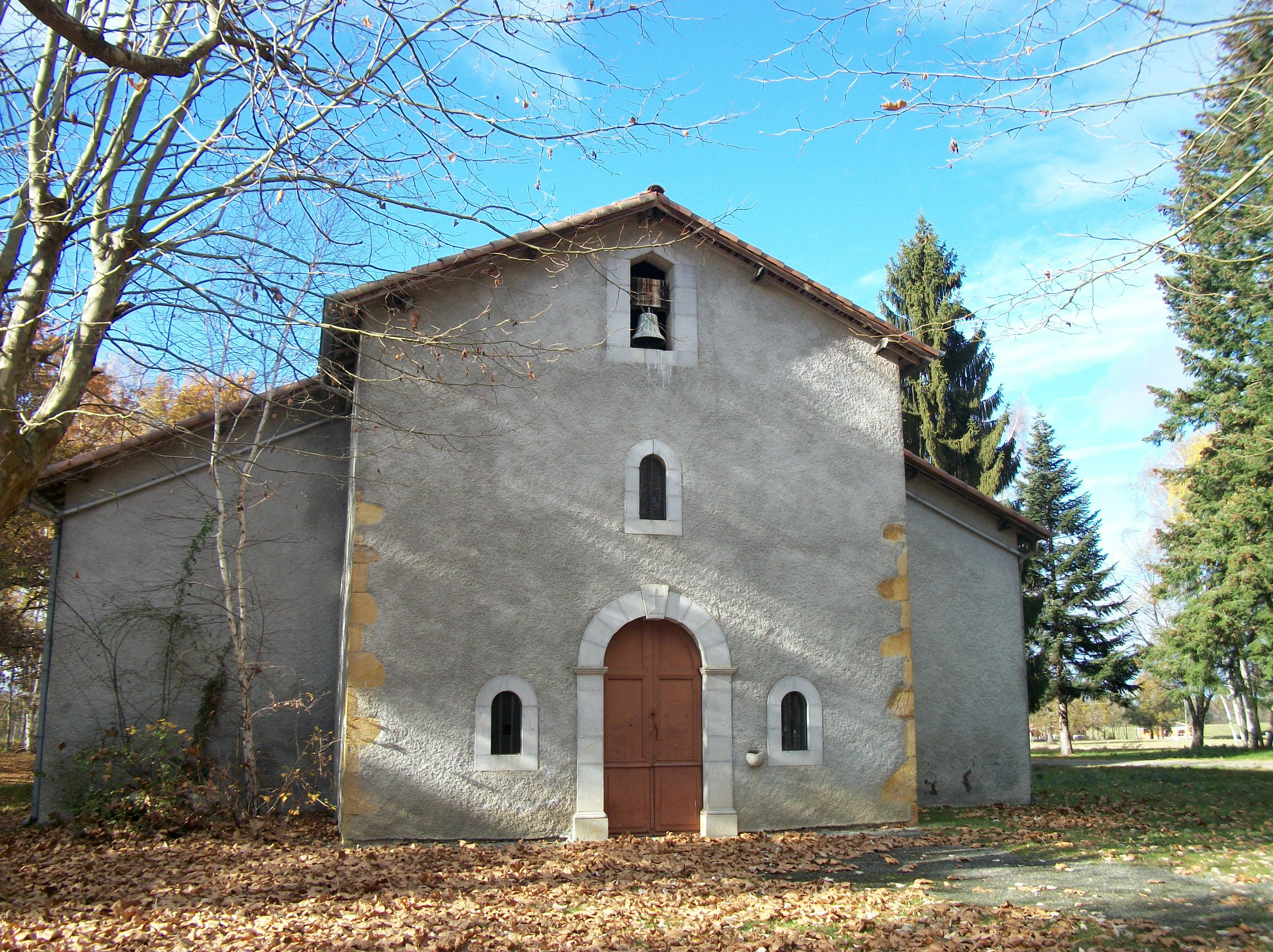
Kapelle Saint-Jean
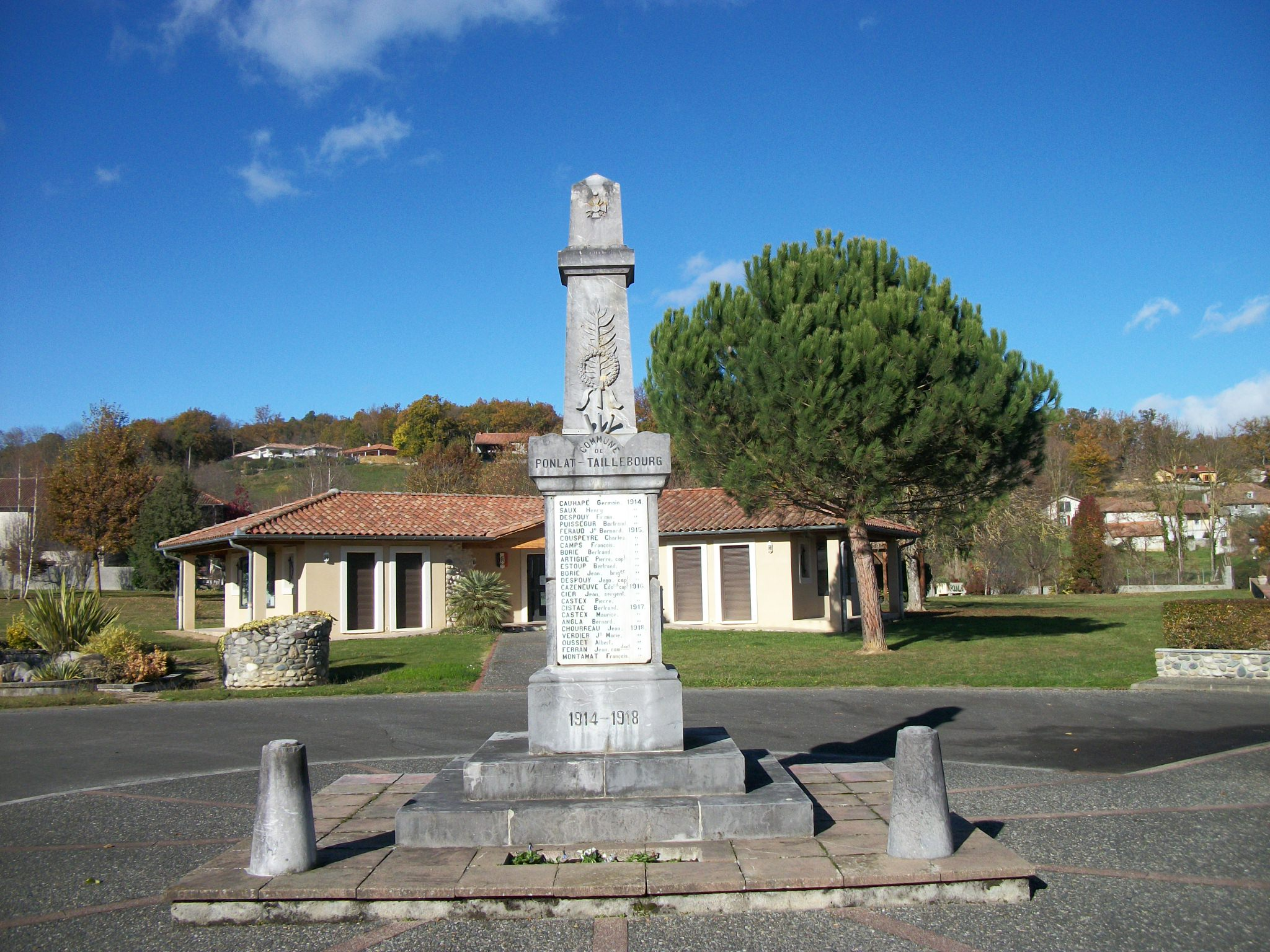
Gefallenendenkmal

- Kirche Saint-Jean
- Kapelle Saint-Jean
- Gefallenendenkmal